# Condado de Perquimans
O Condado de Perquimans é um dos 100 condados do estado americano da Carolina do Norte. A sede do condado é Hertford, e sua maior cidade é Hertford. O condado possui uma área de 852 km² (dos quais 212 km² estão cobertos por água), uma população de 11 368 habitantes, e uma densidade populacional de 18 hab/km² (segundo o censo nacional de 2000). O condado foi fundado em 1668.